# Wailly-Beaucamp
Wailly-Beaucamp és un municipi francès situat al departament del Pas de Calais i a la regió dels Alts de França. L'any 2007 tenia 975 habitants.

## Demografia

### Població
El 2007 la població de fet de Wailly-Beaucamp era de 975 persones. Hi havia 330 famílies de les quals 52 eren unipersonals (17 homes vivint sols i 35 dones vivint soles), 104 parelles sense fills, 152 parelles amb fills i 22 famílies monoparentals amb fills.
La població ha evolucionat segons el següent gràfic:
Habitants censats

### Habitatges
El 2007 hi havia 387 habitatges, 342 eren l'habitatge principal de la família, 27 eren segones residències i 17 estaven desocupats. 364 eren cases i 22 eren apartaments. Dels 342 habitatges principals, 277 estaven ocupats pels seus propietaris, 63 estaven llogats i ocupats pels llogaters i 2 estaven cedits a títol gratuït; 9 tenien dues cambres, 41 en tenien tres, 79 en tenien quatre i 213 en tenien cinc o més. 290 habitatges disposaven pel capbaix d'una plaça de pàrquing. A 133 habitatges hi havia un automòbil i a 180 n'hi havia dos o més.

### Piràmide de població
La piràmide de població per edats i sexe el 2009 era:
| Homes | Edats   | Dones |
| ----- | ------- | ----- |
| 0     | 95 o +  | 0     |
| 0     | 90 a 94 | 0     |
| 0     | 85 a 89 | 12    |
| 4     | 80 a 84 | 4     |
| 4     | 75 a 79 | 12    |
| 12    | 70 a 74 | 28    |
| 28    | 65 a 69 | 20    |
| 20    | 60 a 64 | 20    |
| 20    | 55 a 59 | 4     |
| 48    | 50 a 54 | 36    |
| 20    | 45 a 49 | 32    |
| 32    | 40 a 44 | 28    |
| 44    | 35 a 39 | 48    |
| 16    | 30 a 34 | 12    |
| 16    | 25 a 29 | 16    |
| 16    | 20 a 24 | 12    |
| 32    | 15 a 19 | 32    |
| 40    | 10 a 14 | 44    |
| 28    | 5 a 9   | 36    |
| 20    | 0 a 4   | 20    |

## Economia
El 2007 la població en edat de treballar era de 612 persones, 457 eren actives i 155 eren inactives. De les 457 persones actives 408 estaven ocupades (231 homes i 177 dones) i 50 estaven aturades (27 homes i 23 dones). De les 155 persones inactives 46 estaven jubilades, 54 estaven estudiant i 55 estaven classificades com a «altres inactius».

### Ingressos
El 2009 a Wailly-Beaucamp hi havia 354 unitats fiscals que integraven 1.027 persones, la mediana anual d'ingressos fiscals per persona era de 17.855 €.

### Activitats econòmiques
Dels 28 establiments que hi havia el 2007, 2 eren d'empreses alimentàries, 1 d'una empresa de fabricació de material elèctric, 2 d'empreses de fabricació d'altres productes industrials, 6 d'empreses de construcció, 5 d'empreses de comerç i reparació d'automòbils, 1 d'una empresa de transport, 3 d'empreses d'hostatgeria i restauració, 1 d'una empresa financera, 1 d'una empresa immobiliària, 2 d'empreses de serveis, 3 d'entitats de l'administració pública i 1 d'una empresa classificada com a «altres activitats de serveis».
Dels 7 establiments de servei als particulars que hi havia el 2009, 1 era una oficina de correu, 1 fusteria, 2 lampisteries, 1 perruqueria, 1 restaurant i 1 agència immobiliària.
Dels 3 establiments comercials que hi havia el 2009, 1 era una botiga de menys de 120 m², 1 una fleca i 1 una joieria.
L'any 2000 a Wailly-Beaucamp hi havia 7 explotacions agrícoles.

## Equipaments sanitaris i escolars
L'únic equipament sanitari que hi havia el 2009 era una farmàcia.
El 2009 hi havia 1 escola maternal i 1 escola elemental.

## Poblacions més properes
El següent diagrama mostra les poblacions més properes.